# Charles Francis Curtiss
Charles Francis Curtiss (* 4. April 1921 in Chicago; † 24. Dezember 2007 in Madison (Wisconsin)) war ein US-amerikanischer Chemiker (Theoretische und Physikalische Chemie).
Curtiss studierte an der University of Wisconsin mit dem Bachelor-Abschluss 1942. Im Zweiten Weltkrieg arbeitete er als Chemiker am Geophysik-Labor der Carnegie Institution in Washington D. C. und an dem Allegany Ballistics Laboratory in Maryland. 1946 war er wieder an der University of Wisconsin, an der er 1948 bei Joseph O. Hirschfelder mit dem Thema The equilibrium assumption in the theory of absolute reaction rates promoviert wurde. 1949 wurde er Assistant Professor an der University of Wisconsin, 1954 Associate Professor und 1960 Professor. 1989 wurde er emeritiert.
Curtiss befasste sich mit Kinetischer Gastheorie, Transportphänomenen in dichten und polyatomaren Gasen, Statistische Mechanik des Nichtgleichgewichts reagierender Gas-Gemische, Theorie molekularer Stösse und Rheologie von Polymer-Lösungen und Schmelzen. Er ist Ko-Autor einiger Standardwerke der Physikalischen Chemie.
Er ist bekannt für einen Aufsatz von 1952 in den Proceedings der National Academy mit Joseph Oakland Hirschfelder, in dem sie das BDF-Verfahren einführten, ein Mehrschrittverfahren zur Lösung steifer Differentialgleichungssysteme.
1987 erhielt er die Bingham Medal der Society of Rheology und 1994 die A. C. Eringen Medal. Er war Fellow der American Physical Society. Curtiss war mehrfach Mitherausgeber des Journal of Chemical Physics.

## Schriften
- mit Hirschfelder, R. Byron Bird Molecular Theory of Gases and Liquids, Wiley 1954, 1964
- mit R. B. Bird: Fascinating Polymeric Liquids, Physics Today, Band 37, 1984, S. 36
- mit R. B. Bird, R. C. Armstrong, O. Hassager: Dynamics of Polymeric Liquids, Band 2 Kinetic Theory, Wiley 1977, 1987
- Intermolecular Contributions to the Stress Tensor of Polymeric Systems, J. Chem. Phys., Band 95, 1991, S. 1345
- The Time Evolution of the Pair Distribution Function of Polymeric Systems, Theor. Chim. Acta, Band 82, 1992, S. 75
- mit Hirschfelder Integration of stiff equations,  Proc. Nat. Acad. Sci. U.S.A., Band 38, 1952, 235–243.